# Melasina multiplex
Melasina multiplex är en fjärilsart som beskrevs av Edward Meyrick 1917. Melasina multiplex ingår i släktet Melasina och familjen säckspinnare. Inga underarter finns listade i Catalogue of Life.